# Leptogaster appendiculata
Leptogaster appendiculata là một loài ruồi trong họ Asilidae. Leptogaster appendiculata được Hermann miêu tả năm 1917. Loài này phân bố ở miền Ấn Độ - Mã Lai.